# Libertinaje (álbum)
Libertinaje es el cuarto disco de la banda argentina Bersuit Vergarabat. Es el primer disco de la banda con los coristas Daniel Suárez y Germán Sbarbati. El disco fue lanzado durante el segundo mandato del expresidente argentino Carlos Menem y causó mucha controversia debido al contenido político y satírico de sus letras, como en el caso del corte de difusión del disco «Sr. Cobranza», una versión de la canción original de Las Manos de Filippi. Este material catapultó definitivamente a la banda al estrellato nacional e internacional y los ayudó a presentarse en vivo en Latinoamérica y Europa. 
El nombre del álbum es una crítica a las políticas liberales basadas en el consenso de Washington, implementadas en Argentina por el gobierno de Menem.
En ocasiones, es considerado el mejor trabajo y más popular de la banda. La versión de «Sr. Cobranza» incluida en este disco fue censurada por el Comité Federal de Radiodifusión (COMFER) debido a los ataques verbales que sufrían políticos argentinos en la letra. La canción logró entrar dentro del conteo de Las 100 grandiosas canciones de los 90s en español hecho por la cadena de televisión musical VH1 Latinoamérica, ocupando el puesto #72 en dicha lista. 
Además de Sr. Cobranza, entre los sencillos más destacados se encuentran: «Yo tomo», «Se viene», «Murguita del sur», «Vuelos» y «¿Que pasó?». También incluye una canción cantada en portugués, «A marça de Deux».
El disco fue interpretado íntegramente por la banda el 24 de junio de 2023, en un concierto celebrado en el Microestadio de Ferro como homenaje a los 25 años de su lanzamiento.

## Lista de canciones
| N.º | Título                                    | Letras                                           | Música                                                                      | Duración |  |
| 1.  | «Yo tomo»                                 | Oscar Righi, Alberto Verenzuela, Gustavo Cordera | Cordera, Verenzuela, Pepe Céspedes, Juan Subirá, Carlos Martín, Righi       | 03:32    |  |
| 2.  | «A los tambores»                          | Subirá                                           | Céspedes, Martín, Subirá, Cordera, Righi                                    | 03:22    |  |
| 3.  | «De onda»                                 | Verenzuela                                       | Verenzuela                                                                  | 03:01    |  |
| 4.  | «Se viene»                                | Cordera, Verenzuela                              | Cordera, Verenzuela                                                         | 03:25    |  |
| 5.  | «Murguita del sur»                        | Cordera                                          | Cordera                                                                     | 04:16    |  |
| 6.  | «Sr. Cobranza»                            | Hernán de Vega                                   | De Vega                                                                     | 04:19    |  |
| 7.  | «Vuelos» (Inspirado en el libro El vuelo) | Céspedes                                         | Céspedes                                                                    | 04:24    |  |
| 8.  | «Gente de mierdas»                        | Cordera, Céspedes                                | Cordera, Céspedes, Righi, Verenzuela, Martín, Subirá, Héctor "Limón" García | 02:46    |  |
| 9.  | «Sincerebro»                              | Cordera                                          | Céspedes                                                                    | 03:29    |  |
| 10. | «A marça de Deux» (Improvisación)         | Cordera, Barcigaluppi                            | Cordera                                                                     | 05:19    |  |
| 11. | «C.S.M.»                                  | Subirá                                           | Céspedes                                                                    | 02:40    |  |
| 12. | «¿Qué pasó?»                              | Cordera                                          | Cordera, Martín                                                             | 06:01    |  |

## Conflicto con Las Manos de Filippi
La canción Sr. Cobranza era interpretada por Bersuit Vergarabat en sus shows, en ocasiones junto a Las Manos de Filippi, cuyo vocalista, Hernán de Vega, había compuesto la canción. Luego de firmar el contrato con Universal Music Bersuit graba Libertinaje incluyendo Sr. Cobranza en el listado de canciones. Son fabricadas veinte mil copias del disco, que no podían ser comercializadas por ser Sr. Cobranza una canción inédita, requiriendo autorización de los autores de la misma para poder publicar el disco.
Universal firma entonces un contrato con Las Manos de Filippi para editarles el disco Arriba las manos, esto es el Estado a cambio de los derechos de las once canciones que contenía el álbum, entre las que se encontraba Sr. Cobranza. La compañía cumplió con su parte del contrato fabricando cinco mil copias del disco, pero sin promocionarlo, lo que motivó el malestar de la banda con la compañía discográfica y con Bersuit Vergarabat. Tanto Bersuit Vergarabat como su productor, Gustavo Santaolalla, fueron ridiculizados en el arte del siguiente disco de Las Manos de Filippi Las manos santas van a misa.
Con el correr de los años, los integrantes de Bersuit Vergarabat y de Las Manos de Filippi limarían sus asperezas, especialmente luego de las respectivas partidas de Gustavo Cordera y Hernán "Mosky" Panner de sus bandas, y de Vega volvería a subir al escenario en algunos conciertos de Bersuit.

## Participantes
- Gustavo Cordera - Voz.
- Daniel Suárez - Coros
- German "Cóndor" Sbarbati: Coros
- Héctor "Limón" García: Coros
- Juan Subirá - Teclados, voz, coros.
- Pepe Céspedes - Bajo, guitarras en "Murguita...", "Vuelos", "Qué Pasó", coros.
- Oscar Righi - Guitarra eléctrica, coros.
- Alberto Verenzuela - Guitarra, voz, coros.
- Carlos Enrique Martín - Batería, coros.